# Regiunea Severin

Regiunea Severin în cadrul RPR între 1950-52

Regiunea Severin a fost o diviziune administrativ-teritorială situată în sud-vestul Republicii Populare Române, între 1950, când au fost desființate județele (prin Legea nr.5/6 septembrie 1950) și anul 1952, când teritoriul acesteia a fost inclus în regiunea Timișoara.

## Istoric
Reședința regiunii a fost la Caransebeș, iar teritoriul cuprindea inițial o suprafață asemănătoare cu cea a actualului județ Caraș-Severin, incluzând și zona tradițional bănățeană aflată astăzi în sud-vestul județului Mehedinți, precum și alte mici teritorii.

## Vecinii regiunii Severin
Regiunea Severin se învecina:
- 1950-1952: la est cu regiunile Hunedoara și Gorj, la sud și vest cu Republica Socialistă Federativă Iugoslavia, iar la nord cu regiunea Timișoara.

## Raioanele regiunii Severin
Regiunea Severin a cuprins următoarele raioane: 
- 1950-1952: Almăj-Mehadia, Caransebeș, Moldova Nouă, Oravița, Reșița.